# Cinnamomum napoense
Cinnamomum napoense är en lagerväxtart som beskrevs av H. van der Werff. Cinnamomum napoense ingår i släktet Cinnamomum och familjen lagerväxter. Inga underarter finns listade i Catalogue of Life.